# Mursili II
Mursili II (écrit aussi Murshili ou Muršili) est un roi hittite du Nouvel Empire qui régna de 1321 à 1295 av. J.-C. (en chronologie courte). Il était un fils cadet de Suppiluliuma Ier, l'un des souverains les plus puissants de l’époque.

## Vie

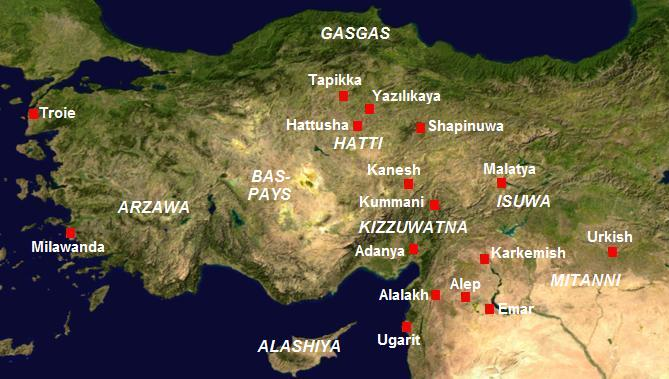
Localisation de Hatti et des principaux sites de l'Anatolie hittite.

Ce prince monta sur le trône après le décès prématuré de son frère Arnuwanda II, qui, comme leur père, avait été victime de l'épidémie - probablement de peste - qui avait ravagé le Hatti dans les années 1320 av. J.-C. Il fut accueilli avec mépris par les ennemis de Hatti et dut faire face à de nombreuses rébellions au début de son règne. Mursili II était en effet considéré comme un chef inexpérimenté devenu roi seulement par la mort de son frère aîné. Mursili consigne ainsi le mépris de ses ennemis dans l'introduction de ses Annales : 
"[Ainsi](parle) Mon Soleil Mursilli, Grand-Roi, roi du pays hittite, héros, fils de Suppiluliuma, Grand-Roi, héros. 
Avant même que je me fusse assis sur le trône de mon père, les pays étrangers ennemis tous ensemble avaient ouvert les hostilités contre moi. (En effet) quand mon père était devenu dieu, c'est Arnuwanda, mon frère, qui s'était assis sur le trône de son père ; mais par la suite, il tomba malade lui aussi. Or, lorsque les pays ennemis apprirent la maladie d'Arnuwanda, mon frère, des pays ennemis se mirent à ouvrir les hostilités les uns après les autres. 
Mais lorsque Arnuwanda, mon frère, devint dieu, les pays ennemis qui n'avaient pas encore ouvert les hostilités, ces pays ennemis-là aussi ouvrirent les hostilités. Les pays étrangers ennemis parlèrent ainsi: « Son père qui était roi au pays hittite, c'était un roi héroïque, il avait vaincu les pays ennemis, (mais) il est devenu dieu ! Quant à son fils qui s'est assis sur le trône de son père, lui aussi était jadis un solide gaillard (mais la maladie) l'a frappé et lui aussi est devenu dieu ! Mais maintenant, celui qui s'est assis sur le trône de son père, ce n'est qu'un enfant ! et il ne sauvegardera pas le pays hittite, ni les frontières du pays hittite ! » 
Or, comme mon père tenait garnison au pays de Mittanni, il s'attarda dans (cette) garnison : mais alors les fêtes de la déesse Soleil d'Arinna, ma Dame, cessèrent (d"être célébrées). 
Or, lorsque (moi,) Mon Soleil, je m'assis sur le trône de mon père, (il y eut) des pays étrangers ennemis qui ouvrirent les hostlilités contre moi. (Mais) avant d'aller contre un quelconque pays ennemi, je me préoccupai des fêtes régulières de la déesse Soleil d'Arinna, ma Dame, et Je les célébrai. (C'est alors que) devant la déesse Soleil d"Arinna, ma Dame, je levai la main et (que) je parlai ainsi : « Ô déesse Soleil d'Arinna, ma Dame, les pays étrangers ennemis qui m'ont traité d'enfant et (qui) n'ont cessé de m'humilier, ils se sont mis à essayer de te prendre tes frontières, déesse Soleil d'Arinna, ma Dame. (Donc) tiens-toi à mon côté, déesse Soleil d'Arinna, ma Dame, et écrase devant moi ces pays étrangers ennemis ! » 

La déesse Soleil d'Arinna entendit mes paroles et elle se tint à mon côté ; (c'est pourquoi) depuis le moment où je m'assis sur le trône de mon père, durant dix ans je vainquis ces pays étrangers ennemis et Je les écrasai."
Les plus graves rebellions furent celles qui avaient été fomentées par les Gasgas des montagnes d'Anatolie, mais aussi par le royaume d’Arzawa dans le sud-ouest de la Turquie. 
Récit de la campagne de Mursili II contre l'Arzawa lors de sa 3e année de règne : " Cette année-là, je marchai aussi sur le pays d'Arzawa. Or j'envoyai à Uhhazlti un messager et je lui mandai : « Mes sujets qui s'en sont venus chez toi, quoique je te les aie réclamés, tu ne me les as pas rendus ; tu m'as traité d'enfant et tu n'as cessé de m'humilier ! Et maintenant, viens ! nous combattrons, et que le dieu de l'Orage, mon Seigneur, juge notre procès ! » 
Mais alors que je faisais route, lorsque j'arrivai au mont Lawasa, le dieu de l'Orage Muwatalli, mon Seigneur, manifesta sa providence ; il décocha un météorite. Mon armée observa le météorite, le pays d'Arzawa aussi l'observa. Le météorite alla : Il frappa le pays d'Arzawa, Il frappa Apasa, la ville d'Uhhazlti, aussi, il fit même s'effondrer Uhhaziti sur les genoux, et celui-ci tomba malade. Dès lors que Uhhaziti fut tombé malade, il ne vint donc pas m'affronter au combat ; c'est Piyama-(d)KAL-a, son fils, avec de l'infanterie (et) des chars qu'il dépêcha à ma rencontre. Il m'offrit le combat sur la rivière Astarpa, à Walma, et (moi,) mon Soleil, je le combattis. 

La déesse Soleil d'Arinna, ma Dame, le dieu de l' Orage Muwatalli, mon Seigneur, Mezzulla et les dieux tous ensemble marcheèrent devant moi : je vainquis Piyama-(d)KAL-a, fils d'Uhhaziti,, avec son infanterie (et) ses chars et je l'écrasai. Puis je le poursuivis aussi, je pénétrai dans le pays d'Arzawa et je fis mon entrée dans Apasa, la ville d'Uhhaziti. (En effet,) Uhhaziti ne m'offrit aucune résistance. Il s'enfuit devant moi, il alla au-delà, dans une île, gursauwananza, et alors il resta là-bas."
Mursili II fut un roi jeune et inexpérimenté, mais il devait avoir atteint l'âge d'être capable de gouverner lui-même lorsqu’il monta sur le trône hittite. S’il avait été enfant, d'autres dispositions auraient été prises pour assurer la stabilité de l'empire ; Mursili avait deux frères vivants plus âgés qui avaient été vice-rois, respectivement, de Karkemish et d'Alep. Mursili se révéla être plus que l’égal de son père, à la fois dans ses actions militaires et sa diplomatie.
Les Annales des dix premières années de son règne ont été conservées et elles rapportent qu'il a d'abord mené des campagnes punitives contre les tribus Gasgas pendant deux ans, afin de sécuriser les frontières nord de son royaume. Il se tourna ensuite vers l'Occident pour résister à l'agression d’Uhha-Ziti, roi d’Arzawa qui tentait de rallier dans son camp les alliés des Hittites. Les Annales ont également révélé que le présage du soleil (une éclipse solaire) eut lieu pendant la dixième année de son règne, alors qu’il était sur le point de lancer sa campagne contre les Gasgas. Il a également affronté les assyriens qui tentaient de profiter de l’effondrement du Mitanni.
Il est prouvé que Mursili II régna pendant au moins vingt-deux ans, mais on suppose qu'il a vécu quelques années encore et qu'il mourut après un règne de 25 à 27 ans. Son fils Muwatalli II lui succéda, qui combattit le pharaon Ramsès II à Qadesh en 1274 av. J.-C.

## Lignée
Mursili était peut-être le troisième des  fils que Suppiluliuma Ier eut de la reine Henti. Il était le cadet de Arnuwanda II. Il paraît qu'il eut aussi une sœur et un frère puinés.
On sait que Mursili eut de nombreux enfants de sa première épouse Gassulawiya, dont trois fils : Muwatalli II, Hattusili III et Halpasulupi ; une fille nommée Massanauzzi (dont il est fait question, dans une correspondance avec Ramsès II sous le nom de Matanaza) fut donnée en mariage à Masturi, un vassal. Mursili eut plusieurs fils de sa seconde épouse, Tanuhepa, mais leurs noms ne sont pas rapportés par les chroniques connues
Par son fils Muwatalli II, Mursili eut un petit-fils, Mursili III qui régna aussi sur l'empire. Il fut également le grand-père de la reine Maathorneferure et du roi Tudhaliya IV.

### Arbre généalogique
L'arbre généalogique ci-dessous est une reconstruction possible, parmi d'autres, du lignage de la famille royale de l'empire hittite. La nomenclature des souverains, les liens de parenté demeurent obscurs par de nombreux aspects,,.

## L’éclipse solaire
L’éclipse solaire de l’an X du règne de Mursili a une grande importance pour la datation absolue de l'Empire hittite dans la chronologie du Moyen-Orient ancien. Il n'existe que deux dates possibles pour l'éclipse : le 24 juin 1312 ou le 13 avril 1308 avant notre ère. La première de ces date est généralement retenue par les hittitologues ; d'autres suggèrent une date ultérieure.
Si la plupart des chercheurs acceptent l’hypothèse d'une éclipse solaire partielle au-dessus du Péloponnèse et de l'Anatolie, où Mursili faisait campagne, le 24 juin 1312 av. J.-C. autour de midi, l'astronomie, en revanche calcule que cette éclipse solaire partielle aurait eu lieu entre 19 et 22 heures. D'autre part,  l'éclipse solaire partielle de 1308 a commencé en Arabie et s'est déplacée vers l'est, en direction du nord et elle a atteint son maximum sur la Mongolie et l'Asie centrale ; selon les calculs astronomiques, elle aurait été visible sur l'Anatolie entre 14 et 17 heures. Ces faits sembleraient légitimer, pour l'éclipse de Mursili, la date de 1308. Les vérifications de ces éclipses solaires partielles ont été faites avec le logiciel Stellarium. Toutefois, les spécialistes estiment que les correspondances ont, pour des dates aussi anciennes, des incertitudes (dues, quant aux témoignages, à la localisation précise de l'observation, à la précision de l'heure et, quant aux calculs astronomiques, aux irrégularités de la rotation de la Terre, de l'orbite lunaire, etc.) ; aussi l'écart de quelques heures entre témoignages et calculs ne constitue pas un argument décisif.